# Мокроусова Олена Георгіївна
Мокроусова Олена Георгіївна (нар. 3 серпня 1973, Київ) — українська історикиня, пам'яткознавиця, києвознавиця, кандидат історичних наук.

## Біографічні відомості
Народилася 3 серпня 1973 року в Києві. 
1997 року закінчила Київський національний університет імені Тараса Шевченка.
У 1993—1997 роках — молодша наукова співробітниця відділу архітектурної кераміки Національного заповідника "Софія Київська". Брала участь у формуванні колекції архітектурної кераміки Києва кінця XIX — початку XX ст. (печі, кахлі, будівельна цегла), яка тепер зберігається у фондах Національного заповідника «Софія Київська» та частково представлена в інтер'єрах відреставрованого будинку митрополита у складі заповідника.
У 1993—1996 роках у складі творчої групи займалася вивченням, інвентаризацією, фотофіксацією історичної забудови Києва.
З 1997 року — головна фахівець відділу обліку пам'яток Київського науково-методичного центру по охороні, реставрації та використанню пам'яток історії, культури і заповідних територій.
У 2004-2006 роках навчалася в аспірантурі НДІТІАМу (Державного науково-дослідного інституту теорії та історії архітектури і містобудування) за спеціальністю 18.00.01 - теорія архітектури, реставрація пам'яток архітектури, яку не закінчила у зв'язку зі звільненням наукового керівника та розформуванням інституту. У 2011-2014 роках — здобувачка Центру пам'яткознавства при Українському товаристві охорони пам'яток історії та культури та Національній Академії наук України. У 2014 році захистила дисертацію на здобуття ступеня кандидата історичних наук (доктора філософії) за спеціальністю 26.00.05 Музеєзнавство. Пам'яткознавство. Тема дослідження — "Культурна спадщина Києва в контексті історії архітектурних конкурсів XIX — початку XX століття".
Підготувала понад 50 статей для 3 книг тому І "Київ" енциклопедичного видання "Звід пам'яток історії та культури України" (1999, 2004, 2008 роки). Є авторкою 140 наукових та науково-популярних статей з історії забудови та архітектури Києва, пов'язаних з нею персоналій (частина — у співавторстві) та 8 книг (частина - у співавторстві).

## Наукова діяльність

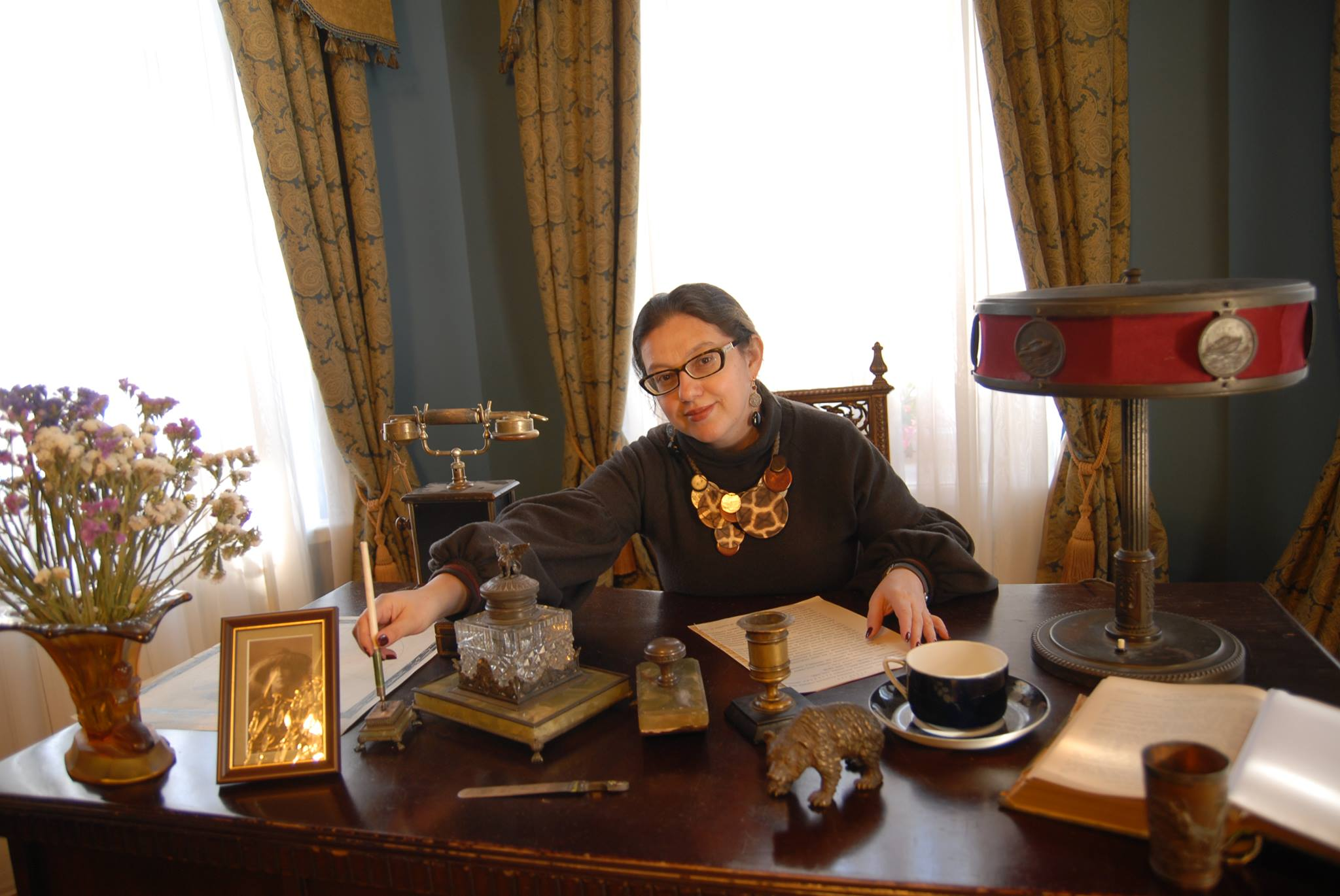

Більше 20 років займається архівними та натурними дослідженнями історичної забудови Києва XIX-ХХ ст. З 1998 р. виконала більше 300 інвентаризацій та історичних довідок на об'єкти культурної спадщини, історичні території, більше 100 паспортів та 300 облікових карток на пам'ятки історії та архітектури Києва. Це дало змогу виявити та атрибутувати численні об'єкти культурної спадщини міста, багато з них занести до Державного реєстру нерухомих пам'яток України.
Учасниця 55 наукових конференцій, в тому числі міжнародних. Першою конференцією стала львівська, присвячена майновій оцінці пам'яток архітектури (1998). З професійною роботою пов'язані конференція (2002 р.) "Державний облік нерухомих пам`яток історії та культури: проблеми та шляхи їх вирішення", Зарембівські читання, що регулярно проводяться Центром пам'яткознавства. Брала участь у 9 щорічних науково-практичних конференціях Музею історії міста Києва, за результатами яких виходили збірки "Київ і кияни"(2005-2012 роки), у трьох науково-практичних конференціях Державного архіву м. Києва "Київ. Минуле і сьогодення" - 2002, 2012, 2017 роки, конференції Державного архіву Київської області по використанню документів архіву у вивченні культурної спадщини Києва (2003) тощо. Серед конференції, учасником яких виступала, представлені міжнародні: Міжнародна наукова конференція пам'яті академіка О. Г. Костюка "Стиль модерн в культурі" (Київ, 2010); Міжнародна науково-практична конференція Московського архітектурно-художнього інституту "Наука, образование и экспериментальное проектирование" (Москва, 2013 р.); XI Міжнародна конференція "Церква-наука-суспільство: питання взаємодії" (Київ, 2013); міжнародна конференція "Wyjazdy "za sztuk№"" (Казімеж-Дольний /Польща/, 2013); Всеросійська наукова конференція пам'яті доктора архітектури С. Н. Баландіна: IX Баландінські читання "Историко-культурное наследие Сибири: сохранение и ревалоризация. Проектирование сибирского города: исторические эксперименты и утопии" (Новосибірськ, 2014); Міжнародна наукова конференція "Архитектура эпохи модерна в странах Балтийского региона". (Санкт-Петербург, 2014); всеукраїнські: "Архітектура: образ, естетика, емоційний контекст" (присвячена 150-річчю від дня народження В. Городецького; Київ, 2013); "Київ і кияни у соціокультурному просторі XIX-ХХІ століть: Шевченкознавчий дискурс" (Київ, 2014); "Від України до УРСР" (Київ, 2014), регіональні: "Державний облік нерухомих пам'яток історії та культури: проблеми та шляхи їх вирішення" (Київ, 2002); "Київ і кияни" (Київ, 2010); Треті Зарембівські читання (Київ, 2011); Четверті Зарембівські читання (Київ, 2013).
Бере активну участь у конференціях, присвячених музейній тематиці.
Брала участь у циклі телепередач "Киевские миниатюры" (авторка і ведуча Іванна Чередниченко) та "Загублене місто" на телеканалі "1 + 1" (авторка і ведуча Сніжана Потапчук), кілька років співпрацювала з виданнями "Контракти" (історична рубрика під редакторством Наталії Гамолі), журналом "Політикхолл". Була постійним автором та учасником підготовки історичного альманаху "Киевский альбом" (всього вийшло 8 номерів, автор ідеї і головний редактор Тетяна Ананьєва). Кілька років активно співпрацювала з журналом "Пам'ятки України" (за часів головного редакторства Ігоря Гірича та Лесі Богослов). У 2013 році підготувала тематичний номер, присвячений Павлу Альошину, у 2014 році - тематичне число про архітектуру та пам'ятки Харкова.
Читає лекції в Державній науковій архітектурно-будівельній бібліотеці ім. В. Г. Заболотного, хаті-музеї Тараса Шевченка на Козиному болоті, публічному просторі Freud House по вул. Костянтинівській, 21, музеї університету ім. Т.Г. Шевченка тощо на теми, пов'язані з архітектурними стилями Києва, відомими та маловідомими архітекторами та архітекторками тощо. Маловивченій темі жіноцтва в архітектурі була присвячена міжнародна конференція "Модерністки", в якій дослідниця брала участь з доповіддю "Жінки в архітектурі Києва: формування архітектурних династій".
До головних наукових інтересів належать: біографії українських архітекторів, в першу чергу Павла Альошина, якому присвячена значна частина наукового доробку. Також підготовлено біографію архітектора Павла Голландського, чимало статей та лекцій розкриває маловідомі сторінки життя і творчості Олександра Беретті. Вивчає творчість Федора Олтаржевського, жінок-архітекторок тощо. Значну увагу у публікаціях авторка приділяє цікавій та малодослідженій темі - ролі епістолярного жанру в історії архітектури України. Продовжує вивчати київські архітектурні конкурси. Займається історією окремих вулиць Києва, в першу чергу вулиці Костьольної, якій присвячено чимало статей і лекцій.
У 2016 р. була куратором і науковим консультантом виставки "Архітектор Павло Альошин: улюбленець долі чи її творець", яка проходила в Будинку митрополита Національного заповідника "Софія Київська".
Підготувала та випустила повний каталог архітектурної графіки Павла Альошина, яка зберігається у фондах НЗ "Софія Київська".
На замовлення проводить тематичні екскурсії, пов'язані з темами авторських досліджень.

## Друковані праці
1. Андреевский спуск. Культурологический путеводитель. — К. : Амадей, 2011. Рубрика "Архивная полка" (у співавторстві з М. Кадомською).
2. "Замок вздохов". — К.: Кий, 2013. — 425 с. (у співавторстві з М. Кадомською).
3. Вільгельм Котарбінський (1848—1921). — К. : Український письменник, Українські пропілеї. — 2014 (один розділ про монументальне мистецтво Котарбінського в Києві).
4. "Богатырский фриз" из дома Бажанова в Петербурге. Переписка архитектора Павла Алешина с Николаем и Борисом Рерихами. — Одесса: Астропринт, 2016. — 23 с.[1]
5. Лінія долі на долоні Києва. Вулиця Костьольна. - К. : Либідь, 2018.
6. Старий Печерськ. Гармата і хрест. - К. : Либідь, 2018.
7. «Творчість Павла Федотовича Альошина у фондах Національного заповідника «Софія Київська»». - К., 2019 (у співавторстві з Т. Скібіцькою).
8. Старий Печерськ. "Арсенал" і довкілля. - К. : Либідь, 2020.

## Наукові публікації
1. Монументальний живопис в інтер'єрах київських особняків та прибуткових будинків доби еклектики та модерну // Родовід. — 1994. - Ч. 9. — С. 78—87 (у співав. з О. Сердюк).
2. Погляд в історію міста // Архівіст. Ювілейний збірник. — К., 2002. — Вип. 5. — С. 44—58 (Садиба по вул. Михайлівській, 24 у біографіях домовласників).
3. Конкурсний етюд // Киевский альбом. Исторический альманах. — К., 2002. — Вип. 2. — С. 32—38 (До історії непобудованого особняка А. Вюрглера на вул. Садовій).
4. Навколо музею // Киевский альбом. Исторический альманах. — К., 2002. - Вип. 2. - С. 26—31 ( у співав. з Т. Скібіцькою). (Про Педагогічний музей).
5. Цементні мешканці Хрещатика, або Життя на фасадах // Культурна спадщина Києва: дослідження та охорона історичного середовища. Науково-інформаційний збірник Київського науково-методичного центру по охороні, реставрації та використанню пам яток історії, культури та заповідних територій. — К., 2003. — Вип. І. — С. 113—123.
6. Нариси про родину Бернарда Семадені — київського кондитера та домовласника // Київ і кияни. Матеріали щорічної науково-практичної конференції Музею історії Києва. — К., 2003. — Вип. 3. — С. 228—234.
7. Будівельні невдачі початку XX ст. в Києві: формування правил забудови // Українська Академія мистецтва. Дослідницькі та науково-методичні праці. — К., 2004. — Вип. 11. — С. 231—238. — [ВАК: мистецтвознавство, архітектура].
8. "Почтительнейше просим" або Ми, що нижче підписалися… // Київ і кияни. Матеріали щорічної науково-практичної конференції Музею історії Києва. — К., 2004. — Вип. 4. — С. 55-66.
9. Пилип Ясногурський — київський домовласник-оригінал //Київ і кияни. Матеріали щорічної науково-практичної конференції Музею історії Києва. — К., 2005. — Вип. 5. — С. 154—172.
10. Дослідження пам'ятки архітектури за непрямими архівними джерелами (На прикладі прибуткового будинку по вулиці Алли Тарасової, 4) //Українська Академія мистецтва. Дослідницькі та науково-методичні праці. — К., 2005 — Вип. 12. — С.167—175. — [ВАК: мистецтвознавство, архітектура].
11. Розпланування нових вулиць Києва наприкінці XIX - на початку XX століття як ознака будівельного піднесення // Вісник УкрНДІпроектреставрація. - К., 2005. - Вип. 3-4. - С.87-104.
12. Публичное состязание художественных сил // Теорія та історія архітектури і містобудування. НДІТІАМ. - К., 2005. - Вип. 6. - С.78-79. ВАК: архітектура.
13. Одиссей возвратился, пространством и временем полный… // Киевский альбом. Исторический альманах. - К., 2005. - Вип. 3. - С. 9-13 (Ессе про пам ятки та історичну пам'ять).
14. Особняк А. Вюрглера в Липках - рідкісний приклад конкурсного проектування житла // Сучасні проблеми архітектури та містобудування. Науково-технічний збірник КНУБА. - К., 2005. - С. 45-56. ВАК: архітектура.
15. Житловий будинок по вул. Червоноармійській, 12 як приклад багатоетапного розвитку забудови Києва // Реконструкція житла. Збірка Державного науково-дослідного та проектно-вишукувального інституту "НДІпроектреконструкція". - К., 2005. - Вип. 6. - С. 158-170.
16. Процеси збільшення висотності житла як характерна ознака будівельної активності кінця XIX — початку XX століття. Частина І // Містобудування та територіальне планування. Науково-технічний збірник КНУБА. - К., 2005. - Вип. 22. - С. 184-195. ВАК: архітектура.
17. Процеси збільшення висотності житла як характерна ознака будівельної активності кінця XIX — початку XX століття. Частина II // Містобудування та територіальне планування. Науково-технічний збірник КНУБА. - К., 2006. - Вип. 23. - С. 166-175. ВАК: архітектура.
18. Надбудовчі процеси кінця XIX - початку XX століття як характерна ознака будівельного підйому // Реконструкція житла. - К., 2006. -Вип. 7. - С. 95-110.
19. Формування нового житлового середовища в Києві наприкінці XIX — на початку XX століття // Сучасні проблеми архітектури та містобудування. Науково-технічний збірник КНУБА. - К., 2006. -С. 32-44. ВАК: архітектура.
20. Історія забудови садиби Київського пасажу (1830-1950 рр.) або Маленьке місто Великого пасажу // Киевский альбом. Исторический альманах. - К., 2006. - Вип. 4. - С. 6-19 (У співавт. з Т. Скібіцькою).
21. А старые дома стоят… (До історії садиби по вул. Костянтинівській, 32) // Киевский альбом. Исторический альманах. - К., 2006. - Вип. 4. -70-73.
22. Багатоетапний розвиток житлової забудови Києва (на прикладі будинку по вул. Червоноармійській, 12) // Містобудування та територіальне планування. Науково-технічний збірник КНУБА. -К., 2006. - С. 140-148. ВАК: архітектура.
23. Роль киян в озелененні міста у XIX - на початку XX століття // Київ і кияни. Матеріали щорічної науково-практичної конференції Музею історії Києва. - К., 2006. - С. 78-91.
24. Проектування комплексу Ольгінської гімназії на розі вулиць Володимирської і Б. Хмельницького як приклад розвитку творчої думки П. Альошина // Реконструкція житла. Збірка Державного науково-дослідного та проектно-вишукувального інституту "НДІпроектреконструкція". - К., 2007. - Вип. 8. - С. 230-247.
25. До проблеми атрибуції архітектурних об'єктів Києва: нові знахідки // Київ і кияни. Матеріали щорічної науково-практичної конференції Музею історії Києва. - К., 2007. - Вип. 7. - С. 160-174.
26. Будівельна епопея Кіндрата Ховалкіна (з історії садиби по вулиці Костьольній, 10/5) // Киевский альбом. Исторический альманах. -К., 2007. - Вип. 5. - С. 75-81 (У співав. з Т. Скібіцькою).
27. Память места или Притягательная сила Крещатика // Киевский альбом. Исторический альманах. — К., 2007. - Вип. 5. - С. 34-41.
28. Рідкісна пам'ятка "північного модерну" в Києві по вул. Червоноармійській, 14 (у контексті історії формування забудови садиби 1858-1912 рр.) // Праці науково-дослідного інституту пам'яткоохоронних досліджень. — К., 2007. - Вип. 3. — С. 77—87. (У співав. з Т. В. Скібіцькою).
29. Продовження класичних архітектурних традицій у будівництві комплексу споруд Академії наук на розі вулиць Володимирської і Б. Хмельницького №55/15 // Реконструкція житла. Збірка Державного науково-дослідного та проектно-вишукувального інституту "НДІпроектреконструкція". - К., 2008. - Вип. 9. - С. 59-71.
30. Сталінський Київ: ідеї та реальність // Спадщина. Zabytki. Heritage. - Варшава. - 2008, липень.-С. 128-135.
31. Готельний комплекс Михайлівського Золотоверхого монастиря. До історії будівництва та функціонування // Культурна спадщина Києва: дослідження та охорона історичного середовища. Науково-інформаційний збірник. - К., 2009. - Вип. ІІ. - С. 45-57.
32. "Дивная аллея из пирамидальных тополей, прославивших Киев" Київ і кияни. // Матеріали щорічної науково-практичної конференції Музею історії Києва. - К., 2008. - Вип. 8. - С. 84-97.
33. Загадки костела св. Александра // Киевский альбом. Исторический альманах. - К., 2009. - Вип. 6. - С. 40-49.
34. Подробиці життя: маловідомі факти біографії київських зодчих XIX - початку XX століття. // Київ і кияни. Матеріали щорічної науково-практичної конференції Музею історії Києва. - К., 2009. - Вип. 9. - С. 265-281.
35. Найстаріший житловий будинок на розі вулиць Костьольної та Трьохсвятительської (історія домоволодіння 1810-х -1980-х років) // Матеріали щорічної науково-практичної конференції Музею історії Києва. - К., 2009. - Вип. 9. - С. 84-100 (У співав. з Т. Скібіцькою).
36. Стилістика конструктивізму в архітектурі Києва // Українське мистецтвознавство. Матеріали. Дослідження. Рецензії. Випуск 19. 2009. - С. 228-232 ВАК: мистецтвознавство.
37. Вулиця Костьольна у м. Києві - перша комплексна пам'ятка архітектури та містобудування: досвід підготовки науково-проектної та облікової документації для включення до Державного реєстру нерухомих пам'яток України.) // Праці науково-дослідного інституту пам'яткоохоронних досліджень. (У співав. з Т. Скібіцькою, Г. Савчук). Праці науково-дослідного інституту пам'яткоохоронних досліджень. - Вип. 5. - К., 2010. - С. 118-132.
38. Садиба Михайла Грабовського на Андріївському узвозі // Хроніка-2000. - Вип. 81. - Polska-Україна. Діалог упродовж тисячоліть. - К., 2010. - С. 169-188.
39. Комплекс споруд Польського педагогічного інституту // Хроніка-2000.-Вип.81.- Polska-Україна. Діалог упродовж тисячоліть. - К., 2010. - С. 188-201.
40. Нереалізоване і неатрибутоване монументально-декоративне мистецтво в архітектурі Києва XIX - поч. XX ст. // Праці Центру памяткознавства. - Вип. 17. - К.2010. - С. 50-70 ВАК.
41. "Нехороший дом" на Меринговской улице // Киевский альбом. — Вип. 7. — К. — 2010. — С. 16—29.
42. Декоративне оздоблення архітектурних споруд Києва 1920—1930-х рр. // Реконструкція житла. Збірка Державного науково-дослідного та проектно-вишукувального інституту "НДІпроектреконструкція". - К., 2010. - Вип. 12. - С. 54-66.
43. Павло Альошин - учасник архітектурних конкурсів //Київська Старовина. — К., 2010. — № 6. — С. 136—-160. — ВАК: історія.
44. Стилістика модерну у київських архітектурних конкурсах початку XX століття // Українське мистецтвознавство. Матеріали. Дослідження. Рецензії. К., 2010.-Випуск 10. - С.77-103 ВАК: мистецтвознавство (Міжнародна наукова конференція пам'яті академіка Олександра Григоровича Костюка "Стиль модерн в культурі (Київ, 4 листопада 2010 р.).
45. Архітектор Павло Альошин: з історії нереалізованих задумів // Київ і кияни. Матеріали щорічної науково-практичної конференції Музею історії Києва. - К., 2010. - Вип. 10. - С. 358-379.
46. До історії нездійсненого пам ятника Т. Шевченку в Києві // Вісник НТШ. — Львів, 2011-С.
47. Станція швидкої медичної допомоги по вул. Рейтарській, 22 — видатна пам'ятка архітектури. До історії невідомого конкурсу // Праці науково-дослідного інституту пам'яткоохоронних досліджень. — Вип. 6. — К. 2010. — С. 42—62.
48. Палац Терещенків в селі Денеші: історія будівництва у листуванні замовників та архітектора (у співавторстві з М. Кадомською) // Сіверщина в історії України. Збірник наукових праць. Випуск № 4. - 2011. - С. 316-326 ВАК.
49. Комплексний підхід до вивчення та обліку об'єктів культурної спадщини // Треті Зарембівські читання. Збірник наукових праць - К. 2011. - С. 27-44 ВАК.
50. Житловий будинок Харчоторгу на вулиці О. Гончара, 55 у Києві - маловідома пам`ятка доби радянського ретроспективізму ( у співавторстві з Т. Скібіцькою) // Реконструкція житла. Збірка Державного науково-дослідного та проектно-вишукувального інституту "НДІпроектреконструкція". - К., 2011. - Вип. 13. - С. 65-81.
51. Як Місто з Фортецею боролися … // Київ і кияни. Матеріали щорічної науково-практичної конференції Музею історії Києва. - К., 2011. - Вип. 11. - С. 91-118.
52. Живопис В. Котарбінського в архітектурі Києва // Пам ятки України. - К. 2012. - Вип. 2. - С. 22-27.
53. Інтер'єри "Шоколадного будиночку": нові знахідки і атрибуції // Пам ятки України. - К. 2012. - Вип. 4. - С. 2-15.
54. Нездійснена мрія: до історії пам ятника Т.Г. Шевченку в Києві // Пам ятки України. - К. 2012. - Вип. 7. - С. 48-77.
55. Усадьба С.М. Воронцова в киевских Липках // Воронцовы и русское дворянство между Востоком и Западом. Сборник научных статей и докладов. Алупкинский дворцово-парковый музей-заповедник. -Симферополь. -2012.-С.330-344 (У співавторстві з М. Кадомською).
56. Академик Володимир Ніколаєв та київські архітектурні конкурси // Праці Центру памяткознавства. - Вип. 22. - К. 2012. - С. 107-135 ВАК.
57. Будинок лікарні, залу засідань та архіву канцелярії // Пам'ятки України.-2013.-№ 1. - С. 14-23.
58. Усадьба Мальцовых в Киеве // Меценаты русской провинции. - Брянск. - 2012. - С. 8-9.
59. Будинок Альошина на Софійській площі (Віддзеркалення Софії у київському архітектурному просторі) // Пам'ятки України. - 2013. - № 3. - С. 34-53.
60. Художник Є.К. Вржещ // Хроніка-2000.-Вип.(3)83-Polska-Україна. Діалог упродовж тисячоліть. - К. 2012.-С.
61. Київські домоволодіння родини художника Євгена Вржеща // Матеріали щорічної науково-практичної конференції Музею історії Києва. - К., 2012. - Вип. 12. - С. 57-66.
62. Московские отголоски в творчестве Павла Алешина // Сборник тезисов МАРХИ. Материалы международной научно-практической конференции "Наука, образование и экспериментальное проектирование. - М. 2013. - С. 165-167.
63. Участие московских архитекторов в киевских конкурсах XIX-начала XX века // Сборник тезисов МАРХИ. Материалы международной научно-практической конференции "Наука, образование и экспериментальное проектирование. - М. 2013. - С. 164-165.
64. Джерельна база з історії київських архітектурних конкурсів XIX-початку XX століття. Документи Державного архіву м. Києва // Праці Центру памяткознавства. - 2014. - Вип. 25. - С. 63-69 ВАК.
65. Внесок польських архітекторів Києва XIX-початку XX століть у формування історичного образу міста. Четверті Зарембівські читання. Збірник наукових праць- К. 2013. - С. 83-109 ВАК.
66. Архітектурні конкурси і будівництво культових об єктів в Києві // Праці XI Міжнародної конференція "Церква-наука-суспільство: питання взаємодії". - К. 2013 ВАК.
67. Олександр Лінецький vs Павла Альошина: конфлікт на тлі епохи // Пам'ятки України. - 2013. - № 11. - С. 58-69.
68. Ювілей 100-річного особняка. Історико-архітектурна ретроспектива Пам'ятки України. - 2013. - № 11.- С. 2—13 (У співавторстві з М. Кадомською).
69. Простота шляхетного стилю // Пам'ятки України. - 2013. - №11. - С. 24-34 (У співавторстві з Т. Скібіцькою).
70. Olena Mokrousova. Polish Architects in Kyiv in the XIX and Early XX Centuries // Wyjazdy "za sztuk?". Nadzieje, zyski i straty artystow XIX і XX wieku.-Lublin, 2015.-S. 9—26.
71. Кінотеатр "Україна" по вулиці Архітектора Городецького, 5\7 в Києві: новаторство і традиції // Тези міжнародної конференції ХНУБА "Архітектура України 1955-1975: друга хвиля модернізму".-Харків, 2013.
72. Роль архітектора Павла Альошина у збереженні та відбудові пам'яток Києва // Києво-Могилянські читання. 2013. К., 2015. — С. 129—135.
73. Архітектор Павло Альошин: відбудова університету // Києвознавчі читання: історичні та етнокультурні аспекти. Збірник матеріалів Міжнародної науково?практичної конференції. - К., 2014. — С. 336—340.
74. Е.Г Мокроусова. Роль архитектора Павла Алешина в сохранении и восстановлении памятников Киева // Послевоенное восстановление памятников. Теория и практика XX века. Материалы международной научной конференции 4—5 декабря 2014 г. - Спб: ИПК "Береста", 2014. — С. 145—153.
75. Московские отголоски в судьбе и творчестве Павла Алешина // Русская усадьба. - 2013. - Вып. 19 (35). — С. 466-495.
76. Будинок Київського кредитного товариства: погляд крізь об'єктив фотокамери // Пам'ятки України.- 2014. № 5. — С. 54-61.
77. "Дома врачей" Павла Алешина в Киеве: от авангарда к ар-деко. Доповідь на II Хан-Магомедовских чтениях НИИТИАГа. — 2014. — 28—29 января.
78. "Петербургские" черты в киевском творчестве Павла Алешина 1900-1910-х годов // Тезисы международной научной конференции "Архитектура эпохи модерна в странах Балтийского региона". - Спб филиал НИИТИАГа-2014. - 25-26 апреля.
79. Архитектор А.В. Линецкий // научная конференция памяти доктора архитектура С. Н. Баландина: IX БАЛАНДИНСКИЕ ЧТЕНИЯ "Историко-культурное наследие Сибири: сохранение и ревалоризация. Проектирование сибирского города: исторические эксперименты и утопии" (16-18 апреля 2014 г., город Новосибирск).
80. Роль матеріалів архівного фонду архітектора Павла Альошина в атрибуції оформлення інтер'єрів особняка С. Могильовцева ("Шоколадного будинку") // Фундатори музейних колекцій та реалії сучасного стану розвитку музейної справи. Науковий збірник за матеріалами Всеукраїнської науково?практичної конференції, присвяченої 145?річчю від дня народження М.Ф. Біляшівського та 135?річчю від дня народження Д.М. Щербаківського.-К, 2014. — С. 384—392.
81. Мокроусова О.Г. Павло Альошин та Зінаїда Серебрякова: листи з Харкова // Пам'ятки України. — 2014. — № 11. — С. 52—57.
82. Мокроусова Е.Г. Московские отголоски в судьбе и творчестве Павла Алешина // Русская усадьба. Сборник Общества изучения русской усадьбы. - М. — СПб: Коло, 2014. — Вып. 19 (35). - С. 466—495.
83. Мокроусова О.Г. Фотографії та малюнки архіву Павла Альошина як джерело з історії архітектури Києва: нові знахідки та атрибуції // Київ і кияне. — 2015.
84. Мокроусова О.Г. Фотографії та малюнки архіву Павла Альошина як джерело з історії архітектури Києва: нові знахідки та атрибуції // Софійські читання. Матеріали VI міжнародної науково?практичної конференції. М. Київ, 23—24 травня 2013 р. — К., 2015. — С. 305—315.
85. Мокроусова А.Г. Будівництво Педагогічного музею Києва у листуванні мецената Семена Могильовцева та архітектора Павла Альошина // Праці Центру пам'яткознавства. Збірник наукових праць.- Вип. 27. 2015. — С. 142—156.
86. Мокроусова О.Г. Архітектурно?будівельна кераміка у творчості Павла Альошина // Матеріали 14-ї Всеукраїнської наукової конференції "Актуальні питання історії науки і техніки". 8-10 жовтня 2015 року. М. Львів.-Київ, Львів.-2015.- С. 280-284.
87. Мокроусова О.Г. Проблеми автентичності об'єктів культурної спадщини на прикладі пам'яток м. Києва // П'яти Зарембівські читання.- К.: Центр пам'яткознавства НАН України і УТОПІК, 2015.-С.214-224.
88. Мокроусова О.Г. Караїмська кенаса в Києві: до проблеми використання і реставрації // Церква — наука — суспільство: питання взаємодії. Матеріали Тринадцятої Міжнародної наукової конференції (27?29 травня 2015 р.). - К., 2015. — С. 82—84.
89. Мокроусова Е.Г., Кадомская М.А. Усадьба Терещенко в селе Денеши. Роль эпистолярного жанра в истории архитектуры // Русская усадьба. Сборник Общества изучения русской усадьбы. - Випуск 20 (36). - СПб—М.: Коло, 2015. — С. 516—540.
90. Мокроусова О.Г. Музейне використання пам'яток архітектури в Києві: перспективи і втрачені можливості // Жовківські читання 2015. Збірник статей Третьої Міжнародної наукової конференції. — Львів, 2015. — С. 107—113.
91. Мокроусова О.Г. Кооперативні "Будинки лікарів" Павла Альошина. Нові факти з історії проектування та будівництва // Архітектурний вісник КНУБА. — 2015. — № 7. — С. 128—146.
92. Мокроусова О.Г. Творчі зв'язки харківських і київських архітекторів на початку XX століття // Культурна спадщина Слобожанщини. Збірка наукових статей.— Число 29. — Харків, 2016. — С. 5—22.
93. Мокроусова О.Г. Роль епістолярію архітекторів у дослідженні об'єктів культурної спадщини Києва // Українська біографістика. Збірник наукових праць Інституту біографічних досліджень. — 2015. — Вип. 12. — С. 326—344.
94. Мокроусова О.Г. Роль епістолярію архітекторів у дослідженні об'єктів культурної спадщини Києва // Праці Центру пам'яткознавства. — 2015. — № 28. — С. 47—59.
95. Мокроусова О.Г. Історія Володимирського собору у листуванні його творців // Софійські читання 2015. — 2016, в редакції.
96. Мокроусова О.Г. Роль колекції креслень архітектора Павла Альошина у формуванні архівних, музейних і бібліотечних фондів // Науковий збірник Закарпатського музею народної архітектури та побуту. - Випуск 3. Матеріали міжнародної науково?практичної конференції "Дослідження, збереження, відтворення та популяризація культурної спадщини" ( Ужгород, 26—27 червня 2015 р.). — Ужгород, 2016. — С. 123—129.
97. Мокроусова О.Г. Київський ЦУМ — еволюція задуму: від конструктивізму до радянського ар-деко (1930—1939 рр.) // Праці Центру пам'яткознавства. Збірник наукових працб. — 2016, № 29. — С. 39—53.
98. Мокроусова Е.Г. "Богатырский фриз" из дома Бажанова в Петербурге. Переписка архитектора Павла Алешина с Николаем и Борисом Рерихами // Лига культуры. Научно?публицистический журнал. — 2016. — № 8. — С. 201—210.
99. Мокроусова Е.Г. Дом Бажанова в Санкт-Петербурге как творческая лаборатория Павла Алешина // Санкт-Петербург. НИИТАГ. В редакції.
100. Мокроусова О.Г., Пономарьова Л.К. До історії католицької каплиці на Подолі. Нові знахідки // Могилянські читання. Збірник наукових праць. До 90-річчя Національного Києво-Печерського історико-культурного заповідника. — К, 2015. — С. 261—266.
101. Мокроусова О.Г. Київський замок і "нові замки": ностальгія за минулим // Лицар ордена культури. Матеріали наукової історико?краєзнавчої конференції, присвяченої 90-річчю від дня народження Б.Г. Возницького. 27 квітня 2016 р. м. Дубно. — С.114—120.
102. Мокроусова О. Г. Маловідомі факти до біографії Павла Голландського - архітектора родини Терещенків // Сіверщина в історії України. Збірник наукових праць. Випуск 9. - Київ-Глухів: Центр пам'яткознавства НАН України і УТОПІК, 2016. —С. 71—78.
103. Мокроусова О.Г. Архітектурні музеї Києва. Втрачені можливості // Український технічний музей: історія, досвід, перспективи. Матеріали 12-ї Всеукраїнської науково?практичної конференції (2-4 червня 2016 р.). - К., 2016. — С. 91—96.
104. Мокроусова, О. Г. До історії формування київського архівного зібрання креслень архітектора О. М. Бекетова / О. Г. Мокроусова // Короленківські читання 2015. "Бібліотеки, архіви, музеї: інноваційні моделі розвитку" : матеріали XVIII Міжнар. наук.-практ. конф. Харків, 8 жовт. 2015 р. У 2 ч. Ч. 1 / Харків. держ. наук. б-ка ім. В. Г. Короленка, Харків. держ. акад. культури, Харків. обл. від-ня (філія) ВГО "Укр. бібл. асоц." ; [уклад. О. П. Куніч ; редкол.: В. Д. Ракитянська (голова) та ін.]. - Харків, 2016. - С. 44-55 (назва з титул. екрана. - Електрон. версія друков. публ. : режим доступу: https://www.docme.ru/doc/1153590/korolenkіvs._kі-chitannya-2015.-«bіblіoteki--arhіvi--muzeї (дата звернення 5.05.2016).
105. Кадомська М.А., Мокроусова О.Г. Київські зітхання катеринославця Ковалевського: до 90-річчя від ня смерті // Фронтири міста. Історико-культурний альманах. — 2106. — № 5. — С. 38—69.
106. Мокроусова Е., Никетич Светозар. Семейный фонд наследников архитектора Христиана Скведера // Південь України у вітчизняній та європейській історії. Матеріали III Міжнародної науково?практичної конференції. 15?16 вересня 2016 року. м. Одеса. - Одеса, 2016. — С. 253—265.
107. Мокроусова Е.Г. Архитектор Павел Голландский // Русская усадьба. Сборник Общества изучения русской усадьбы. - М-Спб: Коло, 2016. — Вып. 21. — С. 573—607.
108. Олена Мокроусова. Архітектурні музеї Києва: втрачені можливості та перспективи // Науковий вісник Національного иузею історії України. Матеріали щорічної міжнародної науково-практичної конференції Національного музею історії України: статті, публікації, повідомлення. Збірник наукових праць. — Випуск І. Частина друга. — К, 2016. — С. 150—159.
109. Мокроусова О.Г. Бібліотека архітектора Павла Альошина // Київський альманах бібліофіла. — К.: ВД "Особистості", 2017. — С. 230—246.
110. Мокроусова О.Г. Київські домоволодіння архітектора Олександра Беретті (1816—1895) // Збірка наукової конференції, присвяченої 170-річчю перебування Тараса Шевченка у Києві 1846 року. Літературно-меморіальний будинок-музей Тараса Шевченка Листопад 2016 р. В редакції.
111. Мокроусова О.Г. Листи архітекторів до Богдана Ханенка як джерело з історії будівництва Музею старожитностей і мистецтв в Києві // Перша всеукраїнська наукова конференція "Історія музейної справи кінця XIX ст. - 1930-х рр.: люди і колекції (До 140-річчя від дня народження Миколи Омеляновича Макаренка). 6—7 лютого 2017 р.
112. До історії створення Військового музею в Києві // Щорічна наукова конференція Національного музею історії України. 7—9 грудня 2016 р. В редакції.
113. Мария Кадомская, Елена Мокроусова. Имя князя Семена Михайловича Воронцова на карте Киева //Лига культуры. — 2017. — № 10. — С. 170—179.
114. Алена Мокроусова. Библиотека Павла Алешина // Антиквар. Журнал об искусстве и коллекционировании. — 2017. — № 3—4 (101). — С. 42—53.
115. Найменування пам'яток архітектури: шлях проти знеособлення міста // VI Зарембівські читання. Збірник наукових праць. — К., 2017.
116. О.Г. Мокроусова. Внесок польських архітекторів Києва XIX - початку XX століть у формування історичного образу міста // Українсько-польські архітектурні візії: погляд крізь часи та епохи: [монографія]. - Харків: Золоті сторінки, 2016. — С. 156—166.
117. Мокроусова О.Г. Декоративне оздоблення архітектурних будівель Києва кінця XIX-початку XX ст.ст. // Українське мистецтвознавство. — 2017.
118. Мокроусова Елена. Первые женщины-архитекторы Украины 1920-30-х годов // Лига культуры. - 2018.- № 12.-С.161-177.
119. Олена Мокроусова. Одеські епізоди в біографії архітектора Павла Альошина // Південь України у вітчизняній та європейській історії. Матеріали ІУ Міжнародної науково−практичної конференції. 13−14 вересня 2018 року. м. Одеса. – Одеса, 2018.-С. 241−249.
120. Повоєнна доля панорами «Старий Львів» Януша Вітвицького в документах архітектора Павла Альошина // Збірка конференції «Музей — платформа суспільного діалогу» до 125-річчя заснування Львівського історичного Музею. 5 жовтня 2018 р.
121. Мокроусова О.Г., Пономарьова Л.К. Прибутковий будинок інженера А. Тільтіна по провулку Т. Шевченка, 8-б // Матеріали Всеукраїнської науково-практичної конференції присвяченої 90-річчю Будинку-музею Тараса Шевченка. 25 жовтня 2018 року – К. 2019.
122. Мокроусов Алена, Никетич Светозар. Архитектор Христиан Скведер (1850 – 1920) в семейных фотографиях и документах // Лига культуры.-2018.-Выпуск 13.-С.173 - 190.
123. Мокроусова О.Г. Практичний досвід ведення державного обліку пам’яток (на прикладі м. Києва) // Bauhaus - Zaporizhzhia. Modernism in Germany and Ukraine.-2019.
124. Мокроусова О.Г. Вивчення і охорона архітектурної спадщини Києва 1920-1930-х років: проблеми і досягнення // Bauhaus - Zaporizhzhia. Modernism in Germany and Ukraine.-2019.
125. Мокроусова О.Г. Декоративне оздоблення  архітектурних будівель Києва кінця XIX - початку XX ст. ст.: проект и реалізація // Українське мистецтвознавство: матеріали, дослідження, рецензії.  Збірник наукових праць. Випуск 16. – К, 2016.-С.4-22.
126. Мокроусова О.Г. До будівельної історії київського планетарію по вулиці В. Васильківській, 57/3 // Матеріали Сьомих Всеукраїнських Зарембівських читань „Українське пам’яткознавство: сучасні проблеми та тенденції”. м. Київ, 17 квітня 2019. – К., 2019. – С. С.136 – 147.
127. Мокроусова О. Участь архітектора Павла Альошина у проектуванні театру в Запоріжжі (1930 р.) // Материк українського авангарду на мапі світу. Науковий збірник матеріалів Міжнародної науково-практичної конференції. 3 – 4 грудня 2018 р. - С. 152 – 157
128. Мокроусова О. Художня творчість київських архітекторів за матеріалами особових фондів: картини, картини, рисунки, замальовки // “V читання пам’яті М. Біляшівського”. 4 - 5 листопада 2019 року.
129. Мокроусова О. До історії пофарбування будівлі університету по вул. Володимирській, 60 // Треті києвознавчі читання: історичні та  етнокультурні аспекти. Збірка міжнародно науково-практично конференції. – К. 2020